# China Open 1997
Die STV China Open 1997 im Badminton fanden vom 5. bis zum 9. November 1997 in Shanghai statt. Das Preisgeld betrug 170.000 Dollar, was dem Turnier zu einem Fünf-Sterne-Status im World Badminton Grand Prix verhalf.

## Austragungsort
Huangpu Stadium, Shanghai, China

## Sieger und Platzierte
| Disziplin    | Gold                       | Silber                 | Bronze                         |
| ------------ | -------------------------- | ---------------------- | ------------------------------ |
| Herreneinzel | Dong Jiong                 | Luo Yigang             | Sun Jun                        |
| Herreneinzel | Dong Jiong                 | Luo Yigang             | Budi Santoso                   |
| Dameneinzel  | Gong Zhichao               | Dai Yun                | Zeng Yaqiong                   |
| Dameneinzel  | Gong Zhichao               | Dai Yun                | Ye Zhaoying                    |
| Herrendoppel | Ge Cheng Tao Xiaoqiang     | Liu Yong Zhang Wei     | Yang Ming Zhang Jun            |
| Herrendoppel | Ge Cheng Tao Xiaoqiang     | Liu Yong Zhang Wei     | Choong Tan Fook Lee Wan Wah    |
| Damendoppel  | Ge Fei Gu Jun              | Qin Yiyuan Tang Hetian | Gao Ling Yang Wei              |
| Damendoppel  | Ge Fei Gu Jun              | Qin Yiyuan Tang Hetian | Huang Nanyan Liu Zhong         |
| Mixed        | Kim Dong-moon Ra Kyung-min | Liu Yong Ge Fei        | Simon Archer Catrine Bengtsson |
| Mixed        | Kim Dong-moon Ra Kyung-min | Liu Yong Ge Fei        | Yang Ming Qiang Hong           |

## Finalresultate
| Disziplin    | Sieger                     | Finalist                | Ergebnis     |
| ------------ | -------------------------- | ----------------------- | ------------ |
| Herreneinzel | Dong Jiong                 | Luo Yigang              | 15-10, 15-2  |
| Dameneinzel  | Gong Zhichao               | Dai Yun                 | 11-1, 11-5   |
| Herrendoppel | Ge Cheng Tao Xiaoqiang     | Liu Yong Zhang Wei      | 15-3, 15-7   |
| Damendoppel  | Ge Fei Gu Jun              | Qin Yiyuan Tang Yongshu | 15-13, 15-11 |
| Mixed        | Kim Dong-moon Ra Kyung-min | Liu Yong Ge Fei         | 15-10, 15-6  |

## Halbfinalresultate
| Disziplin    | Sieger                     | Gegner                         | Ergebnis           |
| ------------ | -------------------------- | ------------------------------ | ------------------ |
| Herreneinzel | Dong Jiong                 | Budi Santoso                   | 15-13, 15-9        |
|              | Luo Yigang                 | Sun Jun                        | 15-5, 15-13        |
| Dameneinzel  | Gong Zhichao               | Zeng Yaqiong                   | 11-3, 1-11, 11-3   |
|              | Dai Yun                    | Ye Zhaoying                    | 11-8, 3-11, 11-7   |
| Herrendoppel | Ge Cheng Tao Xiaoqiang     | Yang Ming Zhang Jun            | 15-3, 12-15, 15-11 |
|              | Liu Yong Zhang Wei         | Lee Wan Wah Choong Tan Fook    | 15-9, 15-6         |
| Damendoppel  | Ge Fei Gu Jun              | Yang Wei Gao Ling              | 15-6, 15-5         |
|              | Qin Yiyuan Tang Yongshu    | Huang Nanyan Liu Zhong         | 18-15, 15-3        |
| Mixed        | Kim Dong-moon Ra Kyung-min | Simon Archer Catrine Bengtsson | 15-12, 15-10       |
|              | Liu Yong Ge Fei            | Yang Ming Qiang Hong           | 15-4, 15-5         |